# Rebrovo
Rebrovo (bulgariska: Реброво) är ett distrikt i Bulgarien.   Det ligger i kommunen Obsjtina Svoge och regionen Sofijska oblast, i den västra delen av landet, 21 km norr om huvudstaden Sofia.
I omgivningarna runt Rebrovo växer i huvudsak lövfällande lövskog. Runt Rebrovo är det ganska tätbefolkat, med 179 invånare per kvadratkilometer.